# Player (Tinashe)
Player è un brano della cantante Tinashe e del cantante statunitense Chris Brown, pubblicato il 2 ottobre 2015 come il primo singolo estratto dall'album Joyride. Player è stato mandato nelle Urban Contemporary radio il 27 ottobre 2015.

## Video musicale
Il singolo è stato accompagnato da un video, diretto da Emil Nava e pubblicato il 2 ottobre 2015 su Vevo.

## Tracce
1. Player (Niko The Kid Remix) – 3:56
2. Player (Young Bombs Remix) – 3:20
3. Player (De$ignated Club Mix) – 4:16
4. Player (Luca Lush Remix) – 3:48
5. Player (Jai Wolf Remix) – 4:07
6. Player (Cutmore Club Mix) – 5:45

## Classifiche
| Classifica (2015)         | Posizione massima |
| ------------------------- | ----------------- |
| Australia                 | 90                |
| Francia                   | 200               |
| Regno Unito               | 85                |
| Regno Unito (R&B)         | 14                |
| Stati Uniti               | 103               |
| Stati Uniti (R&B/hip-hop) | 41                |
| Stati Uniti (pop)         | 35                |
| Stati Uniti (rhythmic)    | 10                |